# Jan Lebenstein

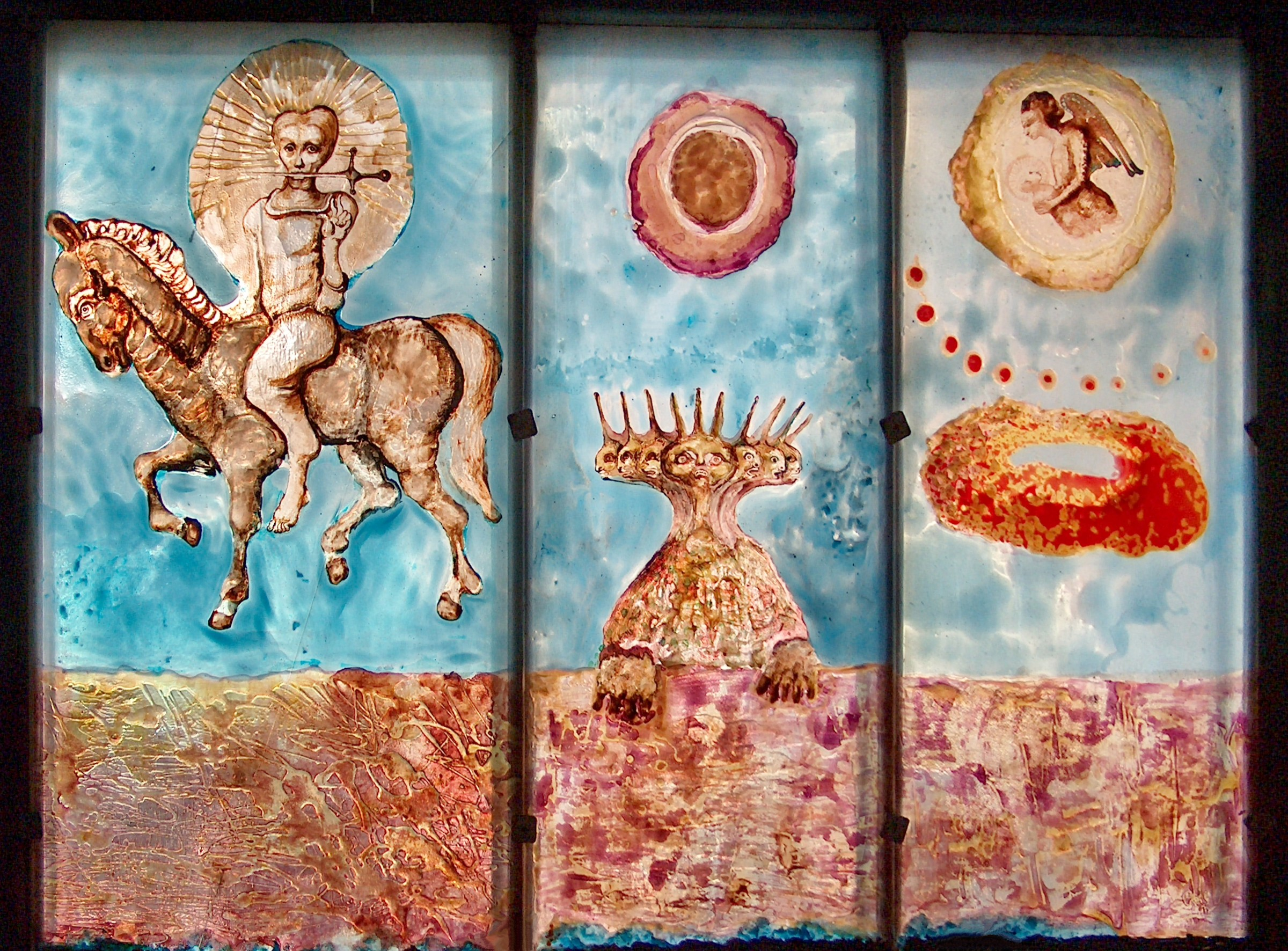
Glasmalerei von Jan Lebenstein in Paris

Jan Lebenstein (* 5. Januar 1930 in Brześć nad Bugiem, Polen; † 28. Mai 1999 in Krakau) war ein zeitgenössischer polnischer Maler.

## Leben und Werk
Jan Lebenstein besuchte ab 1946 die Warschauer Oberschule für Bildende Künste und studierte von 1948 bis 1954 an der Warschauer Akademie für Schöne Künste bei Artur Nacht-Samborski (1898–1974). Lebensteins Malerei umfasste Elemente des Surrealismus und der Abstraktion, auch des modernen Manierismus und der Phantastik. Im Oktober des Jahres 1956 hatte Jan Lebenstein seine erste Einzelausstellung im “Teatr na Tarczynskiej”, organisiert von dem Dichter Miron Białoszewski.
Im Jahr 1959 zog er nach Paris, wo er bis 1992 lebte und arbeitete. Er stellte auf der I. Biennale von Paris im selben Jahr aus und gewann den Grand Prix der Biennale. Ebenfalls 1959 war Lebenstein Teilnehmer der documenta 2 in Kassel in der Abteilung Malerei. In Paris arbeitete er eng mit den Personen um die Monatszeitschrift “Kultura” zusammen, die von Jerzy Giedroyc geleitet wurde. Seine politische Einstellung ließ ihn bis 1992 in Paris verbleiben. Er kehrte erst im Jahr 1992 in seine Heimat Polen zurück. Im selben Jahr veranstaltete die Galeria Zachęta in Warschau eine große Retrospektive seiner Kunst. Bereits 1985 war er mit dem Jan-Cybis-Preis ausgezeichnet worden. Jan Lebenstein starb im Alter von 69 Jahren 1999 in Krakau.